# Scienza nautica iberica

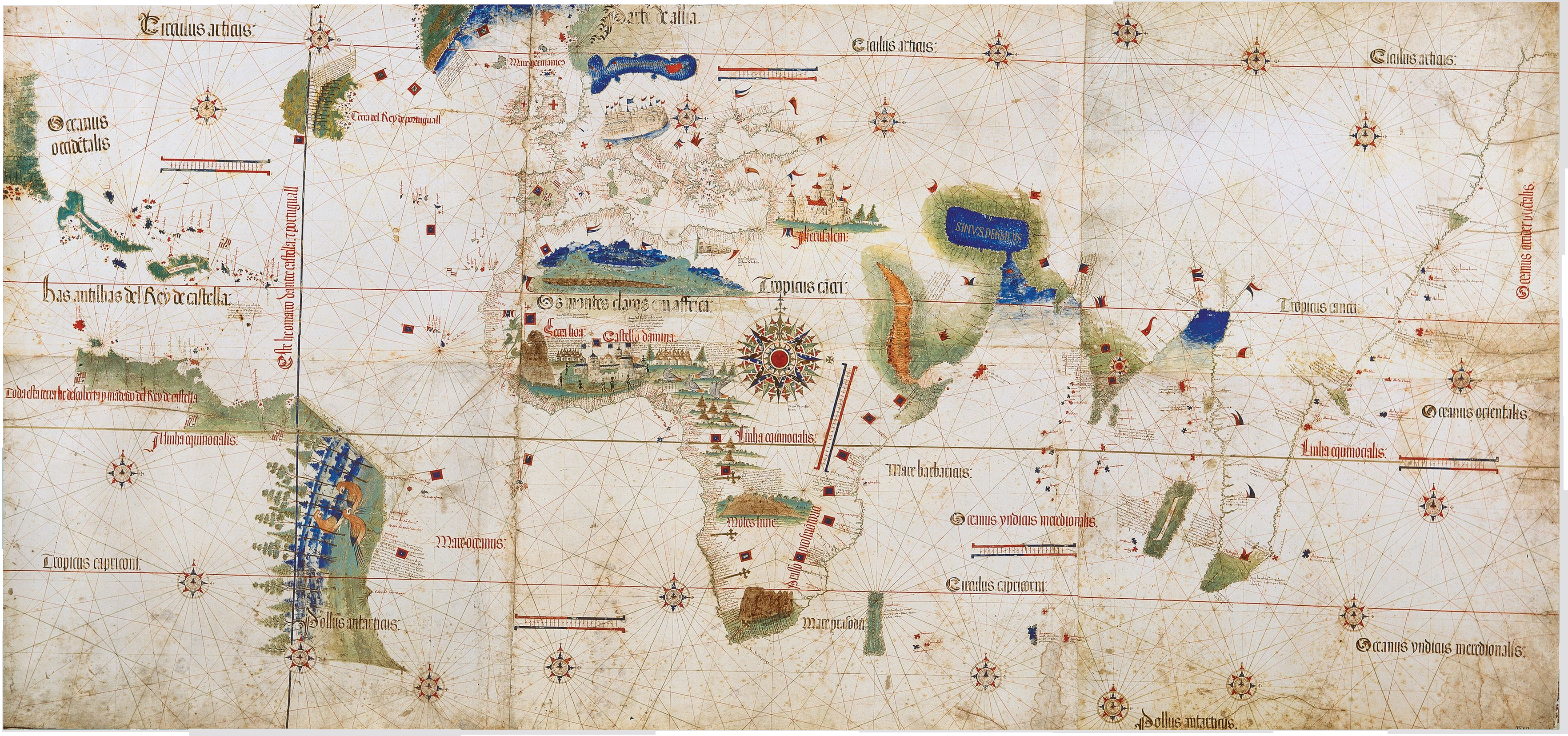
"Planisfero di Cantino" (1502), la prima carta che mostra le esplorazioni di Colombo in America Centrale, Corte-Real a Terranova, Gama in India e Cabral in Brasile. Linea Tordesillas raffigurata, Biblioteca Estense, Modena

La scienza nautica iberica, nel XV secolo, fu il propulsore della c.d. "Età delle scoperte": dalle prime avventure portoghesi promosse da Enrico il Navigatore lungo la costa africana alla leggendaria spedizione di Cristoforo Colombo nel Nuovo Mondo, i successi ed i guadagni che catalizzarono l'appetito europeo per l'espansione e l'imperialismo furono unilaterale risultato dei regni iberici di Portogallo e Spagna. Risultati ancor più eclatanti se si ricorda che, solo un secolo prima, i viaggi nautici erano relegati alla navigazione "sotto costa" con navi che raramente affrontavano il mare aperto sia per inadeguatezza strutturale del mezzo sia tecnica dell'equipaggio. Solo alla fine del Quattrocento lo sviluppo delle scienze nautiche iberiche permise la genesi della navigazione a lunga distanza creando o promuovendo la creazione di nuovi strumenti e tecniche di navigazione. Finanziato e sponsorizzato dalla regina Isabella di Spagna, il Primo viaggio di Cristoforo Colombo (1492) aprì le porte a nuove rotte commerciali, appetiti imperialisti e all'incontro di culture, presto emulato dal Primo viaggio di Vasco da Gama in India, circumnavigando l'Africa (1497), finanziato da re Giovanni del Portogallo.
Portogallo e Spagna divennero i leader mondiali nella navigazione e nella scoperta di rotte d'alto mare grazie alla loro esperienza nella navigazione e al progresso delle loro scienze nautiche che permisero loro di superare i paesi concorrenti. Grandi quantità di minerali preziosi e schiavi furono versati nei tesori iberici tra la fine del XV e la fine del XVII secolo grazie al loro dominio sulle rotte commerciali atlantiche. L'età d'oro della Spagna fu il risultato diretto dei progressi compiuti nella tecnologia di navigazione e nelle scienze che consentirono la navigazione in acque profonde.
Per la popolazione europea del Tardo Medioevo, la navigazione transoceanica era un'idea quasi inconcepibile. Il risultato nautico degli iberici fu epocale: un uomo, con gli strumenti più semplici, era riuscito a farsi strada attraverso il secondo specchio d'acqua più grande del pianeta. Senza quegli strumenti rudimentali ma estremamente critici, le ambizioni di Colombo, Gama e degli altri esploratori (e dei loro sponsor) sarebbero state schiacciate. Lo sviluppo delle scienze nautiche, anche inteso come sviluppo di tecniche e strumenti preesistenti, nella penisola iberica generò nuove tecnologie e ha avuto un effetto diretto, visibile e duraturo sulla navigazione a bordo delle navi a lungo raggio.

## Le spinte politiche dietro allo sviluppo tecnologico

### La figura di Enrico il Navigatore

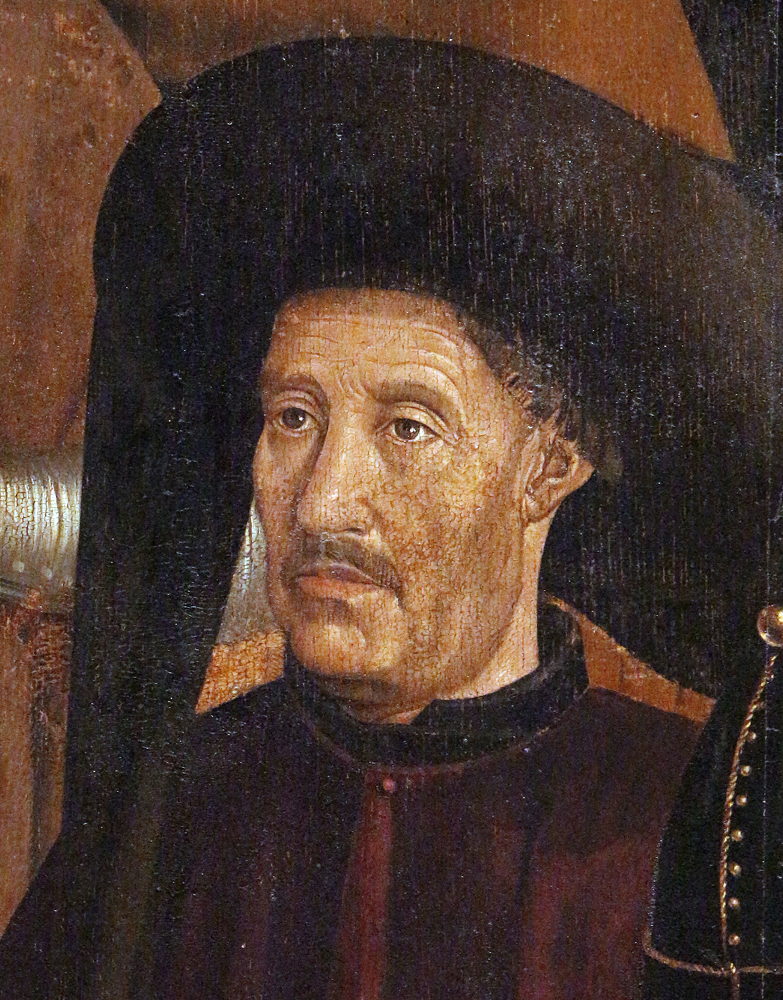
Enrico il Navigatore

Prima del XIV secolo, la navigazione europea era una rozza imitazione di ciò che sarebbe diventata. La tecnologia disponibile non era adatta a qualcosa di più ambizioso dei viaggi lungo la costa verso terre emerse conosciute. I capitani erano limitati alla tecnologia sviluppata secoli prima: il kamal, uno strumento arabo rozzo usato per misurare la latitudine, e navi inadatte a sfidare il mare aperto. Fu solo quando l'Infante Enrico il Navigatore (nato 1394) ottenne influenza alla corte di Lisbona che l'esplorazione e lo sviluppo delle scienze nautiche divennero prioritarie per dei governi iberici. Crociato e cattolico zelante (a volte violento), Enrico non disdegnava i racconti di esplorazioni arabe e di terre al di là del conosciuto. Aveva sentito parlare dei viaggi di Abufeda e Albyruny, due geografi arabi, e dei loro appunti di viaggio lungo la costa occidentale dell'Africa e cominciò a chiedersi dove finissero i continenti dell'Europa e dell'Africa. La sua mente era costantemente incuriosita. Voleva sapere fino a che punto si estendevano i territori musulmani in Africa e se era possibile per lui raggiungere l'Oriente via mare, sia per il suo desiderio di capitalizzare il lucroso commercio delle spezie sia con intenti pro-cattolici. Al ritorno in Portogallo, era chiaro che i suoi viaggi gl'impressero il desiderio di ulteriori esplorazioni e scoperte, insieme al desiderio di trovare una terra "libera dai saraceni", che divenne presto chiaro quando assunse un ruolo più visibile nella sua corte del padre.
Il desiderio travolgente del principe Enrico di espandere la sua conoscenza del mondo conosciuto ha portato direttamente al progresso delle scienze nautiche. Avendo viaggiato molto, non era una conoscenza rivelatrice che le navi e gli strumenti disponibili non sarebbero stati adeguati per soddisfare i desideri espansionistici ed esplorativi. Si rese conto che i suoi sforzi sarebbero stati avvantaggiati solo diventando un esperto e mecenate delle scienze. Secondo Martins, “Era un vero scienziato. Passava giorni e notti intere a studiare, sperimentare [...] non speculando sulle vaghe fantasiose teorie della teologia o della metafisica, ma cercando sempre dopo [...] fatti che si potessero applicare alle cose quotidiane della vita». Secondo quanto riferito, ha anche elargito doni ai visitatori a corte nella speranza di ottenere misteri della navigazione, dell'arte marinara e della conoscenza di altri paesi.

### La città di un principe

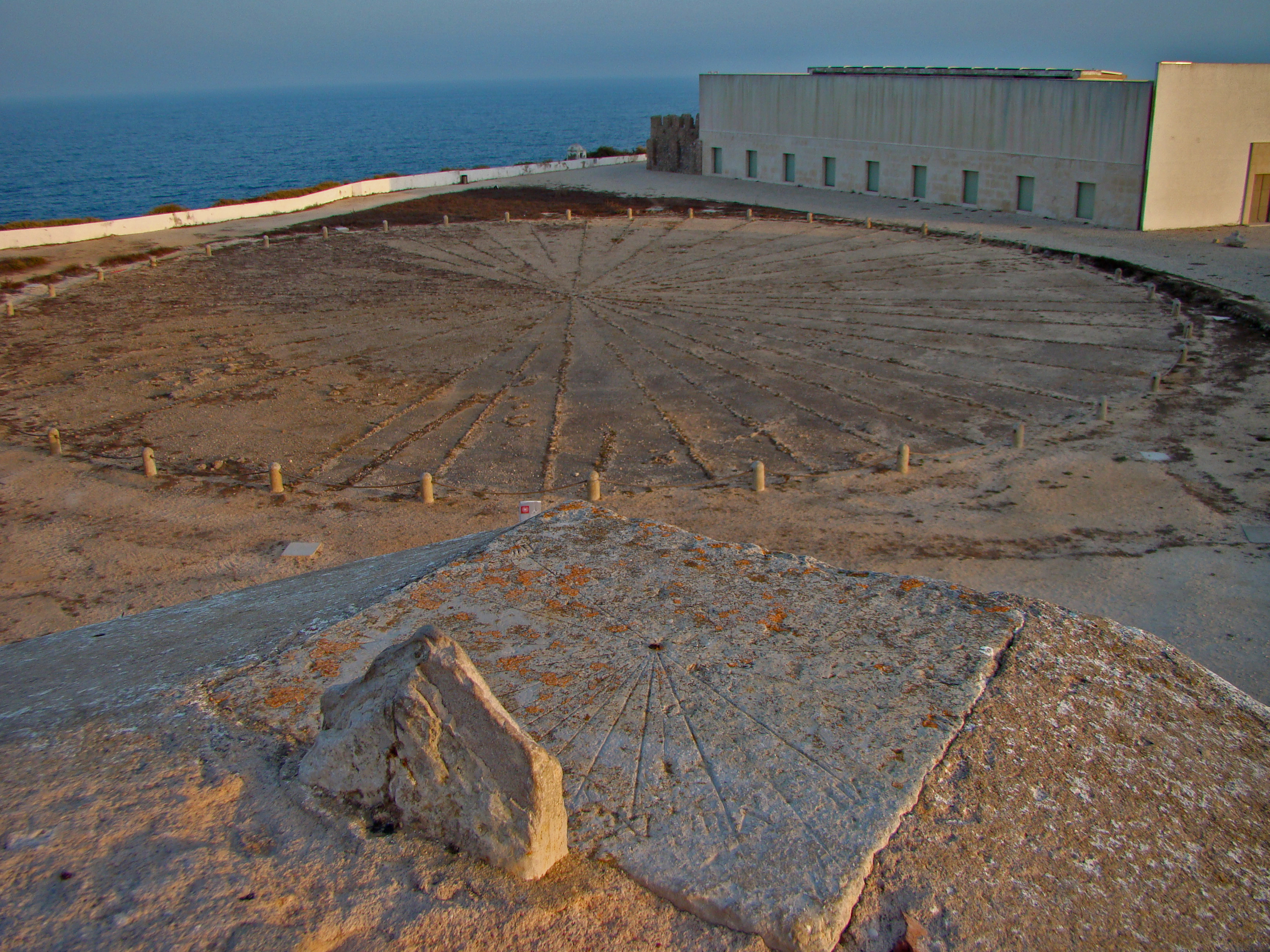
I resti della fortezza di Enrico il Navigatore a Sagres.

Alla fine, fondando una città sull'estremo sud-ovest della costa a Cabo de São Vicente che prese il nome di Vila do Infante, o Città del Principe, Henry tentò di concentrare le conoscenze nautiche disponibili. Ancorata in un'area che sembrava la porta del mare, la città era situata con lo stretto di Gibilterra a sud, il Mediterraneo a est e il vasto vuoto dell'Atlantico a ovest. Era un porto perfetto all'interno del quale nutrire le idee nascenti dell'era dell'esplorazione e fu probabilmente qui che nacque la prima scuola rudimentale per la navigazione nautica. La dedizione che aveva verso l'espansione delle conoscenze, delle tecniche e degli strumenti disponibili per l'esplorazione ha portato i desideri imperialisti in prima linea nell'agenda della maggior parte delle principali potenze e ha catalizzato l'era dell'esplorazione, del commercio, dell'impero e dell'interazione culturale che sarebbe seguita.
Durante il periodo del principe Enrico e nei secoli successivi, la scienza nautica divenne l'obiettivo di molti dei più importanti esperti europei di matematica, astronomia, geografia, meteorologia e fisica. Applicando le loro specifiche aree di competenza ai problemi della navigazione marittima, sono nati molti degli statuti della vela e precursori della navigazione moderna. Fino alla fine del XV secolo, il massimo su cui un marinaio poteva fare affidamento era la sua bussola che puntava a nord, la sua asta trasversale e le poche carte nautiche scarsamente dettagliate in suo possesso. Strumenti più accurati non furono necessari fino a quando non si diffuse l'uso della caravella, una nave veloce e idealmente adatta all'oceano. Man mano che il viaggio in mare diventava sempre più importante, i marinai capivano che più si allontanavano dalla costa, più avrebbero dovuto fare i conti con le correnti, l'intensità e la direzione del vento, la posizione delle stelle in base all'emisfero, la direzione e la velocità della nave. I problemi presentati all'esplorazione dalla natura costantemente mutevole, sempre pericolosa e infinitamente infinita degli oceani del mondo sono stati affrontati e superati dallo sviluppo e dall'applicazione della scienza nautica.

## L'evoluzione dei mezzi a disposizione

### Ilkamal
Il primo modo conosciuto in cui un marinaio poteva misurare con precisione la sua latitudine attraverso l'uso di metodi quantitativi di navigazione era l'utilizzo di uno strumento noto come kamal. Sviluppato nel IX secolo da esploratori di origine araba, era usato per avvistare la Stella polare, l'unico corpo cosmico immobile nell'emisfero settentrionale, e la sua altezza dall'orizzonte per determinare dove su una griglia est/ovest una nave pone. La sua genesi fu tra gli imperi islamici dell'era pre-moderna ma il kamal riuscì ad essere utilizzato da un certo numero di culture diverse, inclusa l'India nel XI secolo, prima che diventasse comune tra i piloti di navi iberiche. Era uno strumento grezzo che consisteva in un rettangolo di osso o legno con una corda annodata che misurava la lunghezza di un braccio legato ad esso. Tenendo la corda tra i denti e avvistando le corna del kamal lungo l'orizzonte, un marinaio poteva dedurre l'altezza della stella polare, e quindi la sua latitudine relativa, attraverso il numero di nodi visibili.

### Il bastone di Giacobbe

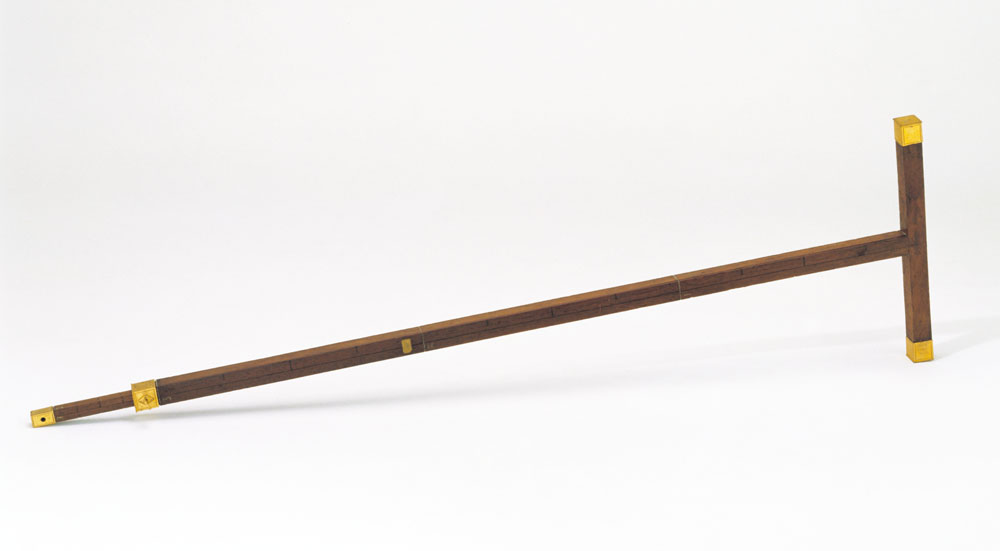
Il bastone di Giacobbe al Museo Galileo, Firenze.

Un altro strumento di navigazione preesistente, ma emerso più tardi del kamal, era il Bastone di Giacobbe. La prima versione funzionante di un bastone a croce fu sviluppata per lo studio astronomico nel XIV secolo e fu successivamente convertita da Named a causa della sua costruzione, il bastone a croce era un pezzo di legno cruciforme. Un marinaio o un astronomo vedrebbe il braccio lungo lungo l'orizzonte e il braccio trasversale si alzerebbe alla posizione del sole. I segni lungo la sua base rappresentavano i gradi di misurazione che potevano essere convertiti in misurazione angolare e infine in posizione nord/sud. Ma gli effetti dannosi guardando direttamente il sole per lunghi periodi di tempo, insieme alla natura varia del ponte di una nave mentre si è a vela, lo hanno reso uno strumento molto grezzo e inaffidabile con cui lavorare. La mancanza di strumenti affidabili con cui determinare la posizione ostacolò gli sforzi di marinai ed esploratori fino al successivo emergere di apparati più avanzati.
Per quanto vantaggiosi possano essere stati il kamal e il bastone incrociato nel primo periodo di esplorazione, la parte più difficile della navigazione astronomica era determinare la longitudine ed è qui che sono iniziati i problemi. Le prime esplorazioni, in particolare in Portogallo, abbracciavano le coste e quindi era necessaria solo la latitudine per determinare la posizione, poteva semplicemente essere incrociata con la posizione basata su mappe costiere, note come portolani. Qui il kamal era innegabilmente utile, ma una volta che un capitano volse la prua in mare aperto il comfort di una costa fu rimosso e i problemi di navigazione aumentarono esponenzialmente.

### Il quadrante

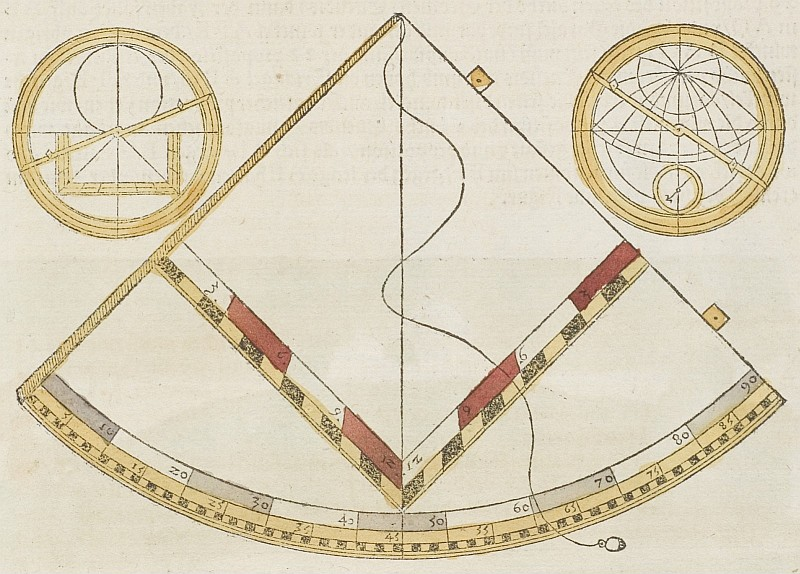
Il design di un semplice quadrante del marinaio

Un altro strumento per la divinazione della latitudine era il quadrante. Sebbene le sue funzioni fossero le stesse del kamal, i due strumenti svilupparono indipendentemente per un uso separato: il kamal era nautico mentre il quadrante era astronomico. L'idea nacque con Claudio Tolomeo nel I secolo e fu ancora una volta usata in modo pionieristica dagli arabi per risolvere le funzioni trigonometriche che dettavano il movimento celeste. Tuttavia, il doppio meccanismo di avvistamento del periodo era troppo complicato, dispendioso in termini di tempo e richiedeva troppi uomini per l'uso pratico a bordo di una nave, di conseguenza i capitani iberici lo hanno ridotto alle sue parti più elementari per poterlo applicare alla navigazione. L'apparato stesso era un quarto di cerchio in legno o ottone con misure dei gradi dipinte lungo la sua lunghezza e una lunghezza di corda attaccata al punto per fungere da pendolino. Serviva allo stesso scopo del kamal, solo con magnitudini più accurate, e veniva usato sospendendolo dalla corda e misurando i gradi celesti lungo il suo arco inferiore. Non è stato fino all'arrivo in Europa che la tecnologia stessa è stata modificata e resa disponibile ai marittimi a causa della necessità di misurazioni latitudinali accurate.

### Martín Cortés e l'astrolabio

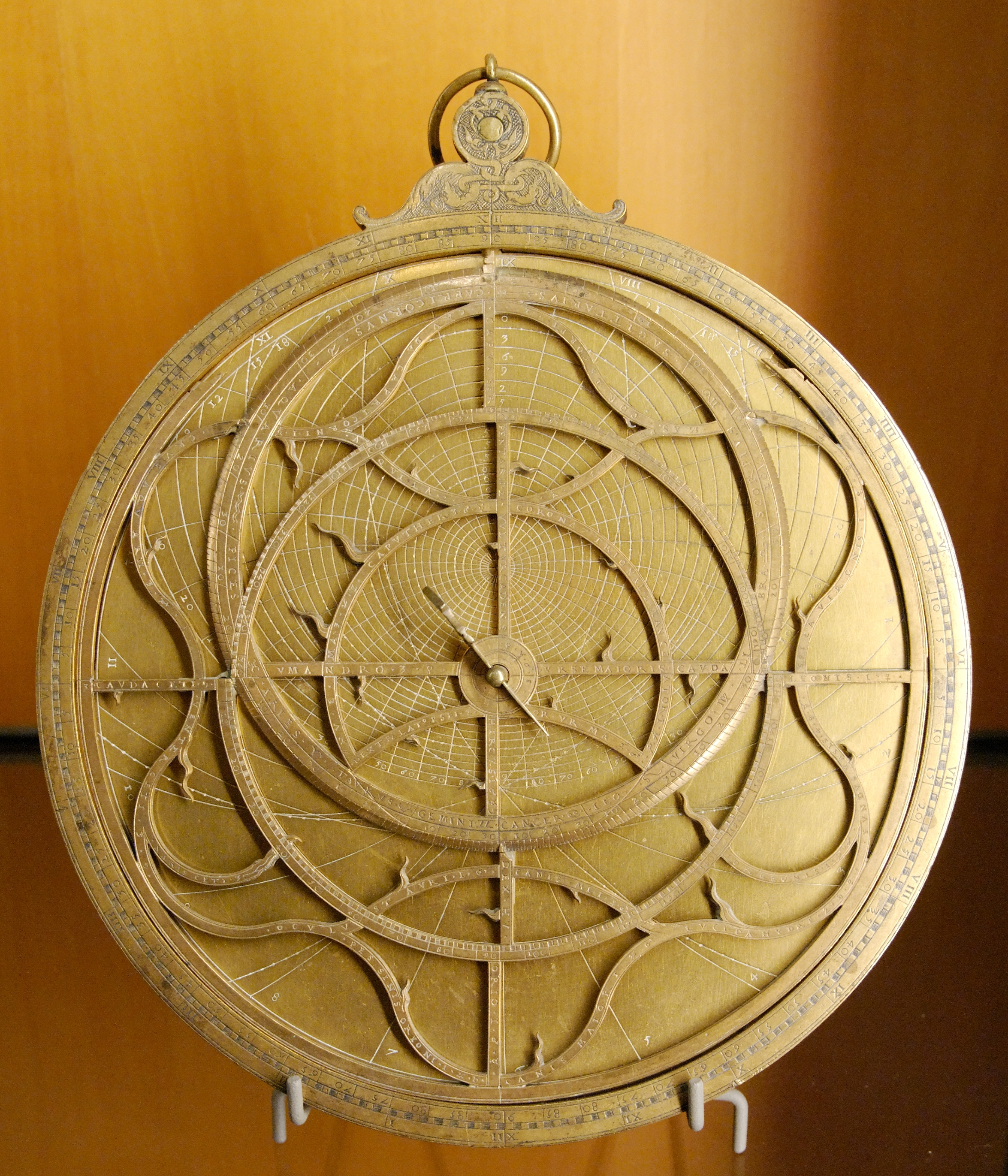
Astrolabio Jean Naze MBA Lione 1966-1

Spesso la vita dei marinai e del loro capitano dipendeva completamente dal tracciamento preciso della posizione attuale e della destinazione prevista, di conseguenza sono state impiegate una serie di tecniche e strumenti per garantire l'accuratezza di una lettura. Progettato per funzionare di concerto con un quadrante, che sostituì completamente il kamal nel XIV secolo, l'astrolabio del marinaio misurava anche l'altitudine dei corpi celesti; tuttavia questo strumento potrebbe utilizzare anche il sole come punto di riferimento, consentendo così di tracciare continuamente la rotta di una nave di giorno o di notte. Aveva anche la capacità di determinare la latitudine con mare mosso, capacità essenziale per i naviganti di lunga distanza a causa dell'imprevedibilità del mare; il quadrante e il kamal richiedevano entrambi acque calme.
Menzionato già alla fine del XIII secolo, una guida conclusiva sulla sua costruzione e sul suo utilizzo non fu disponibile fino al 1551, quando il cosmografo spagnolo Martín Cortés de Albacar (1510-1582) pubblicò quello che sarebbe diventato uno dei primi manuali di navigazione marittima, il Breve compendio de la sphera y de la arte de navegar, con nuevos instrumentos y reglas, exemplificado com muy subtiles demostraciones. Nato in Aragona nel 1510, Cortes maturò durante il fervore dell'età dell'esplorazione e dedicò la sua vita alle scienze nautiche, sviluppando l'astrolabio insieme allo studio e alla proposta della deviazione magnetica e dell'esistenza dei poli magnetici. Trascorse la sua maturità a Cadice quale istruttore per imbarcare piloti su argomenti sia di cosmografia che di navigazione. Tradotto in inglese come Art of Navigation, il suo libro divenne la spina dorsale dell'insegnamento della vela per molte delle potenze navali del mondo fino al XIX secolo.

### Pedro Nunes
L'astrolabio stesso non fu l'unico prodotto di Cortes e fu migliorato da un matematico portoghese, Pedro Nunes (1502-1578) che dedicò gran parte della sua vita al miglioramento della matematica della navigazione. Sviluppò l'astrolabio includendo un dispositivo da lui inventato noto come nonio che consentiva di apportare correzioni durante le mareggiate, facendo dell'applicazione dell'astrolabio non più solo un'intercessione del bel tempo. Pubblicò l'influente Tratado da Sphera nel 1537, comprendente due esposizioni su questioni di navigazione che furono affrontate, per la prima volta, attraverso l'applicazione matematica. In seguito fu invitato a corte dal re Giovanni III del Portogallo e fu nominato cosmografo reale nel 1529.
L'oceanografia è nata quando i marittimi hanno iniziato a indagare sulla natura dei mari. Lo stesso Enrico il Navigatore, insieme alle sue spedizioni, partecipò allo studio delle correnti e dei modelli dei venti. Le informazioni su vortici, correnti, maree e alisei sono state tutte registrate e studiate per determinare se le informazioni potrebbero essere di beneficio ai marinai. Il patrocinio delle scienze, in particolare di quelle che beneficiano della navigazione, da parte delle corone portoghese e spagnola spinse i loro stati in prima linea nell'esplorazione, nella scoperta e nell'impero.

### Abraham Zacuto e le Effemeridi

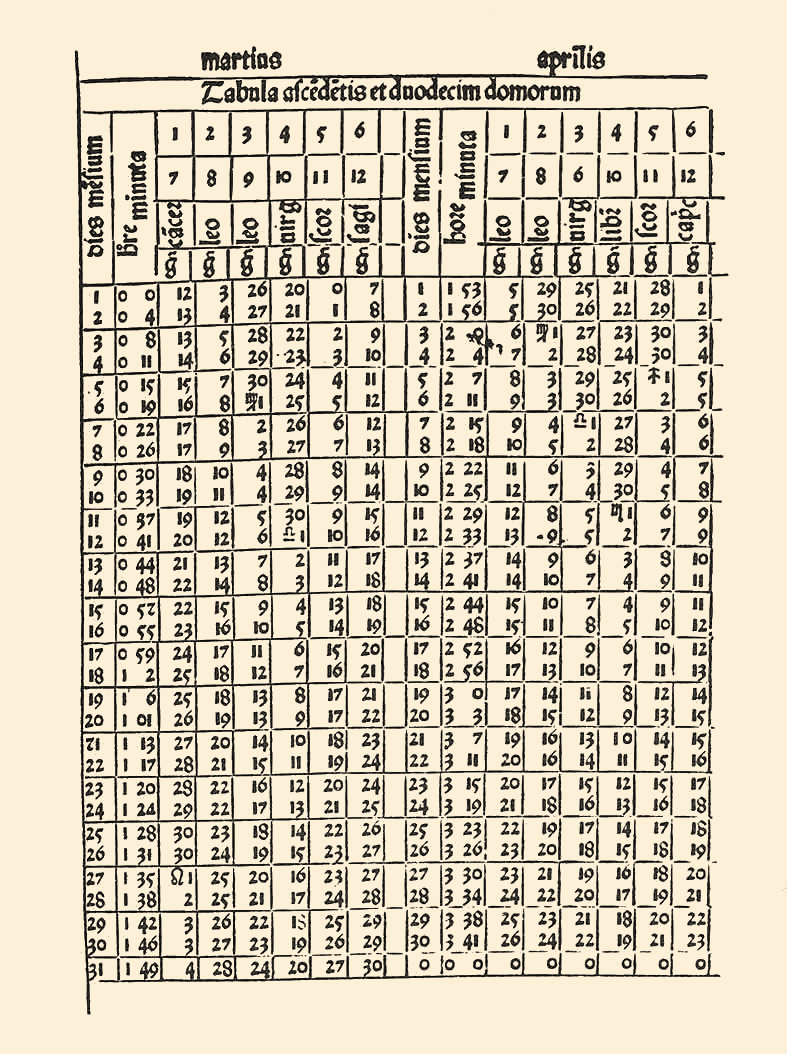
Pagina dal Almanach Perpetuum.

Una volta fuori dalla vista della costa, i piloti di navi portoghesi e spagnoli potevano fare affidamento sull'astrolabio e sul quadrante per determinare la loro posizione su un riferimento nord/sud, tuttavia la longitudine era notevolmente più difficile da acquisire. Il problema era il tempo. Nelle vaste distese dell'oceano è molto difficile tenere traccia del tempo una volta lasciato il porto. Per calcolare la longitudine un marinaio doveva conoscere la differenza di tempo tra la sua posizione attuale e un punto fisso da qualche parte sulla terra, di solito il porto di scalo. Anche se si poteva determinare l'ora del giorno mentre ci si trovava in acque profonde, era comunque necessario conoscere l'ora nel porto di partenza. La risposta furono le effemeridi, carte astronomiche che tracciano la posizione delle stelle in un distinto periodo di tempo. 
Nate nell'Antichità, sviluppate dagli arabi con il nome di Zij nel VIII secolo e da loro portate in Spagna con il nome di Tavole toledane (1080), passarono in uso ai cristiani come Tavole alfonsine, redatte anch'esse a Toledo intorno al 1252 per ordine del re Alfonso X di Castiglia. Nel 1474 furono stampate a Norimberga le effemeridi (Ephemerides quas vulgo vocant Almanach) di Regiomontano, in cui erano calcolati in anticipo i moti dei pianeti per i successivi 32 anni. Queste furono le tavole utilizzate da Cristoforo Colombo nei suoi viaggi d'esplorazione oltremare. Nel 1496, l'astronomo, astrologo e matematico ebreo Abraham Zacuto (1452-1515), pubblicò l'Almanacco Perpetuo (lat. Almanach Perpetuum) includente tabelle per i movimenti delle stelle.
Attraverso l'uso di un astrolabio, perfezionato anche da Zacuto che lo fece avanzare da grezzo strumento di legno ad accurato strumento di ottone, i marinai potevano determinare l'ora in casa. Lo stesso Zacuto nacque in Spagna nel 1451 e si rifugiò a Lisbona durante la cacciata degli ebrei. Alla fine fu invitato dal re Giovanni II del Portogallo, proprio come Pedro Nunes, a diventare l'astronomo reale, una posizione che accettò e usò per promuovere l'esplorazione, in particolare studiando una rotta marittima verso l'India.

### Il notturlabio

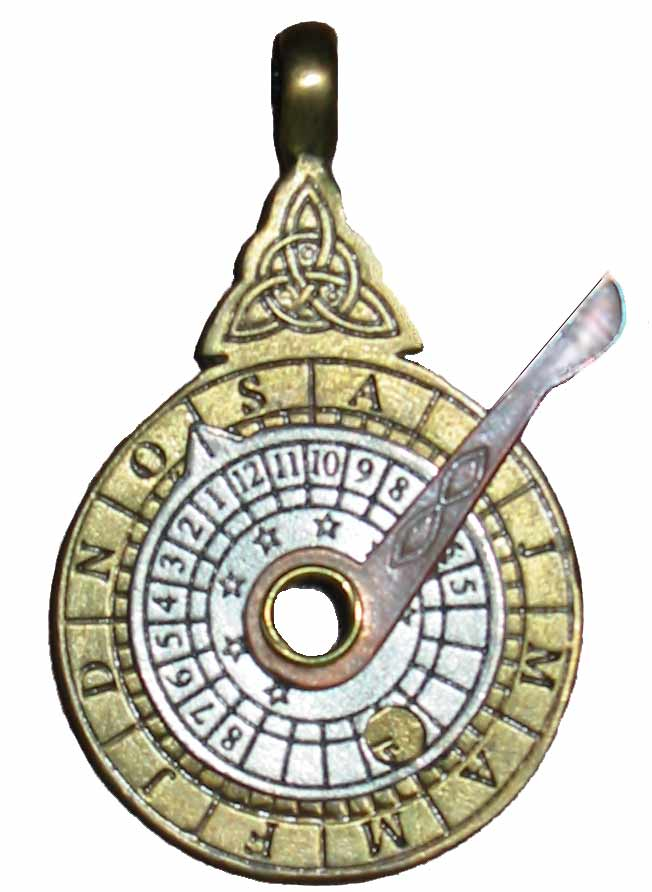
Un notturlabio di bigiotteria, funzionante sebbene alto solo circa 5 cm. L'anello esterno (ottone) indica il mese, quello interno (argento) l'ora.

Per registrare con precisione l'ora a bordo di una nave erano state utilizzate le meridiane, tuttavia la natura imprevedibile delle onde rendeva quasi impossibile la lettura effettiva di tali strumenti. Fino alla diffusione del notturlabio, l'unico modo in cui i capitani potevano tenere traccia del tempo era attraverso l'uso di orologi a sabbia o ad acqua, ad esempio una clessidra ma anche questi erano strumenti poco affidabili che richiedevano attenzioni costanti per tutta la durata del viaggio. La pubblicazione della Arte de navegar di Cortes si ebbe la prima descrizione dettagliata della costruzione e dell'uso di un notturlabio, ennesimo apparato che s'affidava alle stelle, il cui uso era stato già menzionato da Raimondo Lullo nel XIII secolo.
Il notturlabio rivoluzionò la navigazione a lunga distanza, integrando l'uso dell'astrolabio e delle effemeridi, dotando i marinai d'un accurato orologio i cui dati erano riferiti alla loro posizione. Sia Zacuto sia Cortes erano matematici rispettati e avevano determinato nelle loro rispettive pubblicazioni le misure trigonometriche relative ai gradi di latitudine e longitudine. Se il pilota o il navigatore di una nave usava il notturlabio per leggere il tempo e poi consultava l'astrolabio insieme alle carte astronomiche, poteva determinare la distanza temporale tra loro e una posizione fissa. La trigonometria, dettata particolarmente nell'opera di Zacuto, permetteva poi a un marinaio di calcolare la differenza di gradi a est o a ovest della posizione fissa: es. se la differenza di tempo tra il porto e la nave fosse di due ore, un marinaio saprebbe di trovarsi a 30° ad est del porto, se stava navigando nell'Atlantico dalla Penisola iberica. Incrociando il dato con la latitudine, un capitano poteva rilevare la sua posizione esatta indipendentemente dai punti di riferimento o dalla costa purché il cielo notturno fosse sereno. I capitani ora potevano tracciare il loro corso in modo accurato e affidabile mentre estendevano i loro viaggi sempre più lontano da casa.

## Conclusioni
Nessuno degli sviluppi sopra enunciati sarebbe potuto avvenire senza un vigoroso supporto delle scienze e le scoperte di numerosi accademici esperti in matematica, fisica, oceanografia e astronomia. Enrico il Navigatore, il catalizzatore dell'esplorazione e dell'imperialismo portoghesi, fu egli stesso un ardente e zelante studioso delle scienze. Potrebbe aver invitato cartografi e astronomi a Sagres per migliorare la scienza della navigazione. La caravella e il suo design in acque profonde sono saliti alla ribalta sotto il suo patrocinio delle scienze e dell'esplorazione. La corte di suo padre era invasa da stranieri allettati da Henry e dal suo appetito per tutti i segreti di navigazione che potevano fornire. Sebbene guidato da motivazioni religiose forgiate durante le crociate, la sua influenza sull'esplorazione portoghese e sul patrocinio delle scienze nautiche è senza dubbio. Martín Cortés de Albacar e Abraham Zacuto pubblicarono entrambi opere nel XVI secolo che divennero la spina dorsale dell'istruzione navale fino alla fine del XIX secolo. Il lavoro di Cortes includeva istruzioni dettagliate su come costruire e utilizzare un astrolabio, mentre l'Almanacco di Zacuto e le effemeridi pubblicate al suo interno erano fondamentali per l'uso di un notturlabio, due strumenti che furono fondamentali per le imprese nautiche di Vasco da Gama, il primo a tracciare la rotta per l'India passando per il Capo di Buona Speranza, e di Pedro Álvares Cabral, l'attestato scopritore del Brasile.
Senza i progressi compiuti nelle scienze nautiche da scienziati ed esploratori iberici, la navigazione transoceanica non sarebbe stata possibile. Le prime esplorazioni promosse da portoghesi e spagnoli s'appoggiarono su strumenti rozzi, antiquati e inaffidabili: es. il kamal e il bastone di Giacobbe, utili ma privi di applicazione pratica coerente a bordo di una nave, furono sostituiti dal quadrante (pur inaffidabile perché necessitante di acque calme per dare risultati certi), poi affiancato dall'astrolabio che divenne lo strumento fondamentale per la navigazione, dopo che Martín Cortés de Albacar ne svelò i segreti, perché utilizzabile di giorno o di notte, con mare mosso o calmo; infine, il notturlabio e le effemeridi diedero ai marinai la capacità di tracciare la longitudine in mare aperto. La navigazione attraverso vasti tratti di mare aperto non era più solo scoraggiante. Un capo spedizione, i capitani, le navi e gli equipaggi potevano essere tutti sicuri che, salvo l'intercessione della natura imprevedibile dell'oceano, sarebbe stato possibile tracciare con sicurezza e precisione una rotta da un porto di scalo alla destinazione finale. Dal Portogallo alla colonizzazione del Brasile, dalla Spagna ai suoi possedimenti in Florida, le sfide di migliaia di miglia e di escursioni di più mesi potrebbero essere superate. Nell'arco di pochi secoli, le scienze nautiche avevano concesso all'uomo la capacità di circumnavigare il globo entro il 1521, sfruttare vaste riserve di risorse naturali incontaminate, aprire il dialogo con culture prima sconosciute e aprire nuove redditizie rotte commerciali; il mondo era diventato un posto molto più grande.

### Bibliografiche
1. ↑  (EN) Taviani PE, Columbus, the Great Adventure: His Life, His Times, and His Voyages, NY, Orion Books,  p. 12.
2. ↑  (EN) Bethencourt F, Portuguese Oceanic Expansion, 1400–1800, Cambridge University Press,  p. 113.
3. ↑  (EN) Phillips WD Jr e Rahn Phillips C, Spain as the first global empire, in A Concise History of Spain, Cambridge University Press, 2016,  pp. 176-272, ISBN 9781316271940.
4. ↑  Martins 1914, p. 62.
5. ↑  Martins 1914, p. 68.
6. ↑  Diffie 1977, p. 121.
7. ↑  Martins 1914, p. 65.
8. ↑  Dos Passos 1969, p. 86.
9. ↑  Dos Passos 1969, p. 89.
10. ↑  Diffie 1977, p. 134.
11. ↑  Diffie 1977, p. 118.
12. ↑  Diffie 1977, p. 133.
13. ↑  (EN) Malhão Pereira JM, The Stellar Compass and the Kamal. An Interpretation of its Practical Use, in Proceedings of the International Seminar on Marine Archeology, Lisbona, Academia de Marinha, 2003.
14. ↑  (EN) Willoz-Egnor J, Cross-Staff.
15. ↑  (EN) Early Navigational Instruments.
16. 1 2 3  (EN) Mindel N, Rabbi Abraham Zacuto (1450–1515), su chabad.org.
17. 1 2 3  (EN) Barrera-Osorio A, Experiencing Nature: The Spanish American Empire and the Early Scientific Revolution, University of Texas Press,  p. 131.
18. ↑  Diffie 1977, p. 143.
19. ↑  Diffie 1977, p. 142.
20. ↑  (DE) Germann M, Fundort Bucheinband: ein Zürcher Kalender auf das Jahr 1482, mit einem Überblick über die Zürcher Offizin und ihre Drucke 1479 bis um 1481, in Gutenberg-Jahrbuch, 1993,  pp. 66-87.
21. ↑  (EN) Navigation technology, su Encyclopedia Britannica.
22. ↑  (LA) Raimondo Lullo, Liber Principorum medicinae.
23. ↑  (EN) Maldonado RI, Navigation on the High Seas, su go-explore-trans.org. URL consultato il 24 ottobre 2021 (archiviato dall'url originale il 17 novembre 2018).